# Far de Guánica
El Far de Guánica fou un far historic localitzat en la ciutat de Guánica, Puerto Rico, en el bosc estatal de Guánica. Fou encès per primera vegada el 1893 i desactivat el 1950. La seva llum marcava l'entrada a la badia de Guánica cobrint el buit entre el Far de Los Morrillos i el Far de Caja de Muertos.
El 25 de juliol de 1898, el farer Robustiano Rivera va veure l'arribada dels vaixells de les forces nord-americanes que va iniciar l'ofensiva de desembarcament de la campanya de Puerto Rico durant la Guerra hispano-estatunidenca.

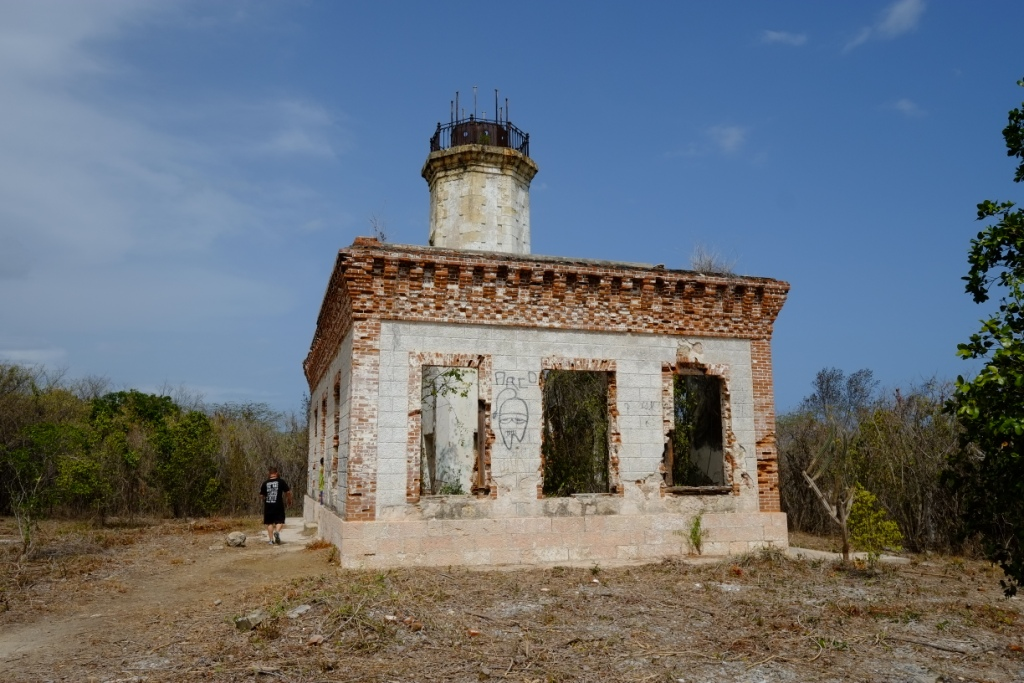
Far de Guánica el 2014

El far mesurava uns 2 peus d'alt. Amb una dotzena de lents i prismes, il·luminava el port amb una llum blanca visible a 8 milles de distància. La seva estructura consisteix en un edifici rectangular d'estil neoclàssic, amb una torre octagonal al centre que mesura 33 peus. La part superior de la torre estava envoltada per una balustrada de ferro forjat i la façana estava coberta per estucat gris.
El far és pràcticament en ruïnes, encara que algunes parts dels seus elements arquitectònics únics són encara visibles. El 1981, va ser inclòs en el Registre Nacional de Llocs Històrics dels EUA.